# Narodowe Muzeum Historii Ukrainy
Narodowe Muzeum Historii Ukrainy (ukr. Національний музей історії України), często jako MIST (ukr. міст) – ukraińska instytucja muzealna z siedzibą w Kijowie, jedna z najważniejszych placówek dokumentujących i prezentujących historię Ukrainy od czasów prehistorycznych po współczesność.

## Historia
Początki muzeum sięgają 1899, kiedy to zorganizowano pierwszą wystawę archeologiczną w ramach działalności Muzeum Starożytności i Sztuki. Instytucja mieściła się w niedokończonym budynku przy ulicy Oleksandriwskiej (obecnie ul. Hruszewskiego 6). Gmach muzeum został zaprojektowany przez znanego polskiego architekta Władysława Horodeckiego, a jego budowa była możliwa dzięki zbiórce publicznej przeprowadzonej wśród mieszkańców Kijowa.
Uroczyste poświęcenie i otwarcie muzeum nastąpiło w 1904, już pod nową nazwą: Kijowskie Muzeum Sztuki Przemysłowej i Naukowej.
Do 1909 muzeum zgromadziło bogaty zbiór eksponatów: dział archeologiczny liczył 15 tysięcy obiektów, etnograficzny około 13 tysięcy, historyczny ponad 600, a dział sztuki i rzemiosła około 400 eksponatów. Zbiory uzupełniała biblioteka, która liczyła wówczas ponad 1 700 woluminów.
W 1991 instytucja została przemianowana na Narodowe Muzeum Historii Ukrainy. Od tego czasu zorganizowano szereg wystaw tematycznych poświęconych m.in. kulturze trypolskiej, Cerkwi Dziesięcinnej, Hołodomorowi oraz historii jubilerstwa na Ukrainie.
Eksponaty z kolekcji muzeum były wypożyczane na wystawy w wielu krajach, w tym w Danii, Holandii, Szwajcarii, Niemczech, Austrii, Francji, Włoszech, Wielkiej Brytanii, Stanach Zjednoczonych, Kanadzie, Japonii, Singapurze i Korei Południowej.
W 2020 muzeum przeszło proces rebrandingu, przyjmując nową nazwę – MIST. Nazwa ta powstała z połączenia angielskich słów museum i historical, a zapisana cyrylicą (міст) oznacza po ukraińsku „most”. Nowa identyfikacja ma symbolizować ideę muzeum jako pomostu między przeszłością a przyszłością oraz między różnymi kulturami i ludźmi.
W 2023 muzeum przejęło czasowo 565 starożytnych artefaktów scytyjskich i sarmackich, należących wcześniej do muzeów na Krymie. Eksponaty te znajdowały się na wystawie w Muzeum Allarda Piersona w Amsterdamie w momencie aneksji Krymu przez Rosję w 2014. Po wieloletnich procesach sądowych holenderskie sądy orzekły, że mają one zostać zwrócone Ukrainie. Obecnie artefakty przechowywane są w oddziale muzeum na terenie Ławry Peczerskiej i mają pozostać pod opieką instytucji do czasu „deokupacji Krymu”.
W kwietniu 2024 w muzeum zaprezentowano 274 artefakty archeologiczne, w tym 115 monet, które wywieziono nielegalnie z Ukrainy. Zostały one przechwycone przez estońskie służby graniczne i zwrócone Ukrainie przez władze Estonii.

## Zbiory
Zbiory muzeum liczą ponad 800 tys. przedmiotów. Natomiast instytucja zazwyczaj prezentuje około 22 000 eksponatów w ramach stałej ekspozycji, obejmującej znaleziska pochodzące z terytorium Ukrainy. Wśród nich znajdują się m.in.:
- pierwsze prymitywne narzędzia datowane na milion lat temu,
- najstarsza biżuteria z epoki kamienia, w tym zdobiona bransoleta z ciosu mamuta,
- ceramika kultury trypolskiej,
- broń i wyposażenie jeździeckie Scytów i Sarmatów, dzieła sztuki w stylu zwierzęcym,
- starożytna grecka ceramika i biżuteria,
- srebrne i złote monety z wizerunkami trójzębu – osobistym znakiem księcia Włodzimierza I Wielkiego, chrzciciela Rusi,
- srebrne hrywny i płytki (plinty) z czasów Rusi z wizerunkiem trójzębu,
- akty prawne i uniwersały hetmańskie,
- chorągwie i broń kozacka,
- karoce metropolity kijowskiego,
- meble, naczynia i inne sprzęty codziennego użytku z XIX wieku[8].